# Yael Dayan

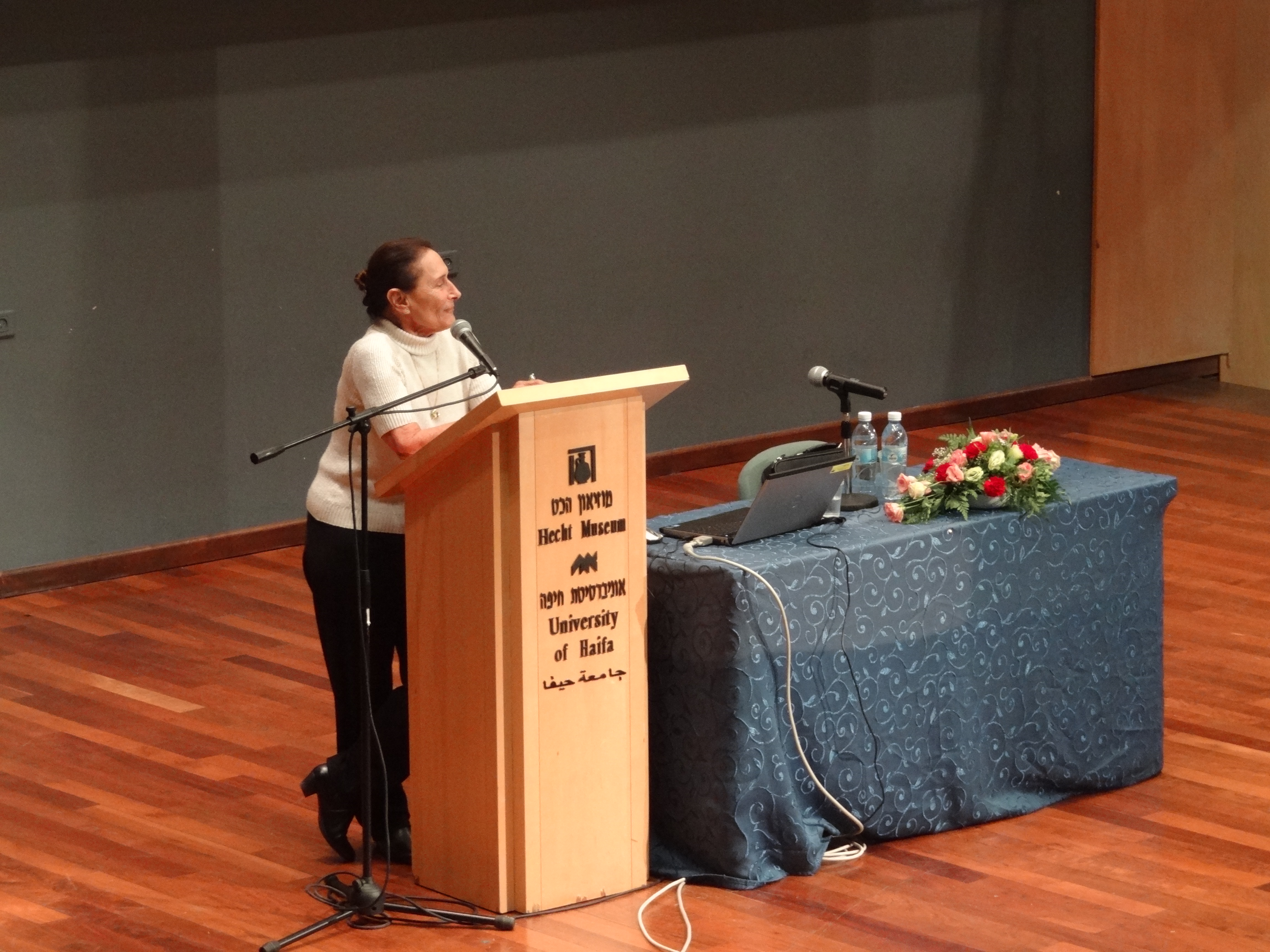
Yael Dayan föreläser på Haifas universitet 2014.

Yael Dayan, född 12 februari 1939 i Nahalal, död 18 maj 2024 i Tel Aviv, var en israelisk författare och politiker.
Yael Dayan var dotter till Moshe Dayan, en av den israeliska statens fäder, om vilken hon skrev biografin My Father, His Daughter. Hon studerade vid Hebreiska universitetet i Jerusalem och talade hebreiska, engelska, spanska, franska och grekiska.
Yael Dayan blev först känd som författare och tidningsskribent. Hon skrev fem romaner och en skrift om sexdagarskriget (Israel Journal: June 1967). 
1992 valdes Dayan in i Knesset som representant för Israeliska arbetarpartiet. Hon omvaldes 1996 och 1999 men lämnade partiet 2003 och gick med i Yossi Beilins parti Meretz. Dayan gjorde sig känd som feminist, förespråkare för homosexuellas rättigheter och som en frän kritiker av den israeliska ockupationspolitiken. Dayan var senare vice ordförande i kommunstyrelsen i Tel Aviv med ansvar för vård och omsorg.
Hon hade två barn med sin förre make Dov Sion. 

## Verk översatta till svenska
- Generalens dotter, 1960 (New Face in the Mirror)
- Hör, min son, 1961 (Envy the Frightened)
- Den nya staden, 1963 (Dust)
- Min krigsdagbok: Sinai 1967, 1967 (Israel Journal: June 1967)
- Döden hade två söner, 1968 (Death Had Two Sons)